# Falx inguinalis
Falx inguinalis er en struktur formet i den nedre del af den normale aponeurosis i den skrå interne bugmuskel og den tværgående bugmuskel, da den hæfter på bækkenkammen og pectineallinjen direkte bag den overfladiske lyskering. Den hænger normalt sammen med senen på den skrå interne bugmuskel, men kan også være separat. Den danner den mediale del af den posteriore væg på lyskekanalen.